# Europees kampioenschap zaalhockey mannen 1976
Het Europees kampioenschap zaalhockey 1976 was een door de European Hockey Federation (EHF) georganiseerd kampioenschap voor zaalhockeyers. De tweede editie van het Europees kampioenschap vond plaats op 14 en 15 februari 1976 in het Nederlandse Arnhem.

## Eindstand
| Plaats | Team       |
| ------ | ---------- |
| Goud   | BRD        |
| Zilver | België     |
| Brons  | Nederland  |
| 4e     | Schotland  |
| 5e     | Oostenrijk |
| 6e     | Frankrijk  |